# Semiothisa dolichostigma
Semiothisa dolichostigma är en fjärilsart som beskrevs av Louis Beethoven Prout 1922. Semiothisa dolichostigma ingår i släktet Semiothisa och familjen mätare. Inga underarter finns listade i Catalogue of Life.